# Emilian Stanev
Emilian Stanev (28. února 1907 Veliko Tarnovo – 15. března 1979 Sofie) byl bulharský prozaik a autor literatury pro děti a mládež.

## Život
Bulharský prozaik Nikola Stojanov Stanev vystupoval pod pseudonymem Emilian Stanev. Pocházel z jednoho z nejstarších měst Bulharska – Veliko Tarnovo, které se nachází na severu Bulharska. Emilian Stanev se narodil 28. února 1907 v již zmíněném městě. Jeho otec Staneva brával na lovecké výpravy do okolní krajiny Trnova. Byl to pravděpodobně právě jeho otec, který v něm vznítil lásku k přírodě, která se nadále promítla do jeho literární tvorby. Jeho matka mu zase předala lásku k literatuře a k bulharskému jazyku.
V roce 1922 se Stanev se svými rodiči i sestrou přestěhoval do Eleny. Stanov se začal věnovat četbě, zpěvu i hře na housle. Mimo jiné v něm vzplál zájem o filozofii. Jelikož Stanev upřednostňoval své zájmy před studiem, byl posléze vyloučen ze školy v Eleně. Své vzdělání nakonec završil jako soukromý student ve Vrace. Zájem o kulturu přivedl Stanova ke studiu malířství na Akademii výtvarných umění v Sofii. Již po několika měsících ale z Akademie odešel, neboť si nebyl jist svými malířskými vlohy. Poté se zapsal na Svobodnou univerzitu v Sofii na obor finance a úvěr. I zde již po několika semestrech studium ukončil. Stanev za svůj život vystřídal několik zaměstnání. Pracoval například jako kontrolor na Ministerstvu financí, či jako úředník Sofijské obecní rady.
V roce 1946 se opět vrátil do Sofie. Zde se stal redaktorem časopisu Ловец. Poté působil v rámci periodika Литературен фронт a nakladatelství Народна младеж. Práce redaktora jej poměrně omezovala v jeho vlastní prozaické tvorbě, ale i přesto se věnoval redigování cizích textů zodpovědně. Roku 1956 redaktorskou činnost opustil. A začalo období, kdy se naplno věnoval tvorbě svého nejrozsáhlejšího románu Иван Кондарев. Věnoval se mu celých 14 let svého života. Věnoval se tvorbě románů, ale především literatuře pro děti a mládež. Stal se jedním z nejvýznamnějších představitelů této literatury. Získal i několik ocenění. Titul Hrdiny socialistické práce, titul Národního představitele kultury a titul nositele velké ceny za literaturu města Sofie.

## Literární tvorba
Stanovova tvorba byla v mnoha zemích překládána. Jednalo se zejména o socialistické země, ale i Francii, Anglii či USA. Velká část jeho děl je také filmově zpracována. Mezi nejvýznamnější filmová zpracování patří Zloděj broskví, Za tichého večera a Trnovská princezna.
Stanov byl dvakrát ženatý. První, neúspěšné, manželství proběhlo s Ekaterinou Mogilanskou. Poté poznal Naděždu Nikolovu Kožucharovou, se kterou uzavřeli manželství koncem roku 1949. Žili spolu třicet let. Naděžda byla Stanovovou životní oporou. Podporovala jej v jeho literární tvorbě. Vydala Stanevovy paměti Дневник с продължение (Deník s pokračováním) a Ден след ден (Den za dnem). Z této tvorby čerpalo mnoho spisovatelů, kteří se zabývali jeho odkazem (Ivan Sandarev, Nina Pantaleeva).
Emilijan Stanev zemřel 15. března 1979 v Sofii. Byl pohřben v rodném Velkém Tarnovu. Zde vzniklo Muzeum Emilijana Staneva i pamětní deska na místě jeho bývalého domu. Svými novelami i povídkami ze světa zvířat bychom ho mohli přirovnat k českému autoru Rudolfu Těsnohlídkovi a jeho Lišce Bystroušce, která by se dala přirovnat k jeho novele o lišce Černoušce (1950). Mezi další knihy pro děti a mládež patří Vlk, Skot Reynolds a nedosažitelné, dále je to dílo Jezevec. Přibližně ve čtyřicátých letech se jeho tvorba přesunula k popisu člověka jeho psychiky i společenského konfliktu. Do této doby řadíme díla Cizinec (1945), Za tichého večera (1948), Zloděj broskví (1948). Jeho tvorbu, stejně jako tvorbu mnoha jiných autorů, ovlivnila válka. Téma války se promítá v jeho krátkých prozaických dílech – v novelách Za tichého večera, Zloděj broskví a Trnovská princezna (1973). Autorovy novely měly v Bulharsku velký úspěch. Stanov se však začal věnovat románu. V této době nastupuje i vlna socialistického realismu, kdy se hrdiny stali obyčejní lidé, jejichž hlavním smyslem života je práce pro společné blaho společnosti. Prvním románem Stanova byl Ivan Kondarev (1958-1964). Mezi další historické romány patří Legenda o Sibinovi (1967) a Ancikrist (1969). Svou tvorbu uzavírá literaturou pro děti a mládež.